# Hydrophilus ensifer
Hydrophilus ensifer är en skalbaggsart som beskrevs av Gmelin 1790. Hydrophilus ensifer ingår i släktet Hydrophilus och familjen palpbaggar. Inga underarter finns listade i Catalogue of Life.